# Radicaal 211
Van de in totaal 214 Kangxi-radicalen heeft radicaal 211 de betekenis tanden. Het is het enige radicaal dat bestaat uit vijftien strepen.
In het Kangxi-woordenboek zijn er 21 karakters die dit radicaal gebruiken.

## Karakters met het radicaal 211
| Strepen | Karakter                         |
| ------- | -------------------------------- |
| + 0     | 齒                               |
| + 1     | 齓                               |
| + 2     | 齔                               |
| + 3     | 齕                               |
| + 4     | 齖 齗 齘                         |
| + 5     | 齙 齚 齛 齜 齝 齞 齟 齠 齡 齢 齣 |
| + 6     | 齤 齥 齦 齧 齨 齩                |
| + 7     | 齪 齫 齬 龥                      |
| + 8     | 齭 齮 齯 齰 齱                   |
| + 9     | 齲 齳 齴 齵 齶 齷                |
| + 10    | 齸 齹 齺 齻                      |
| + 13    | 齼 齽                            |
| + 20    | 齾                               |

Orakelbotkarakter